# Citoesquelet

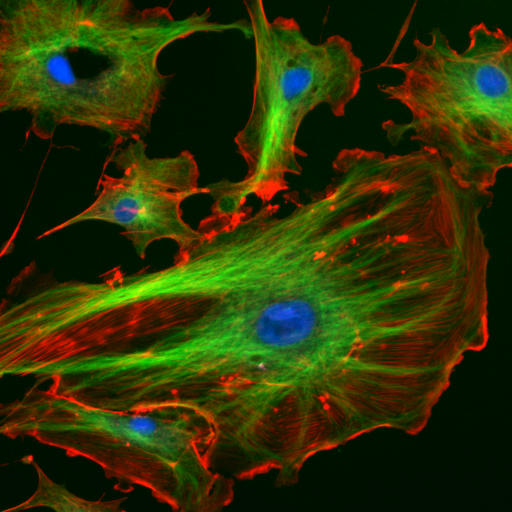
Citoesquelet eucariota. Els filaments d'actina es mostren en vermell, els microtúbuls en verd i el nucli en blau.

El citoesquelet és una mena de xarxa que disposen les cèl·lules eucariotes formada per fibres proteiques que recorren el citosol i que actuen com a esquelet i musculatura cel·lular.
Constitueix una xarxa dinàmica amb funcions principalment estructurals i coordinadores que determina:
- Els canvis de forma cel·lular.
- L'organització dinàmica del citosol.
- La distribució dels orgànuls cel·lulars (generalment radial).
- El moviment dels orgànuls.
- La migració pròpia de la cèl·lula.
- La mitosi.

## Components del citoesquelet
El citoesquelet està compost per microtúbuls, filaments d'actina i filaments intermedis.
- Els microtúbuls estan formats per polímers de tubulina. Actuen com a bastida per determinar la forma cel·lular i proporcionen vies per on es mouen les vesícules cel·lulars.[3] Els microtúbuls també formen les fibres del fus per separar els cromosomes durant la mitosi. També formen part dels cilis i flagels i, per tant, tenen un paper important en la locomoció cel·lular.

- Els filaments d'actina estan formats per dues cadenes helicoïdals d'actina. En cèl·lules musculars, interaccionen amb la miosina, responsable de la contracció muscular.[4] Els filaments d'actina mantenen la forma cel·lular, formen protuberàncies citoplasmàtiques (com ara pseudopodis o microvil·lis) i participen en unions entre cèl·lules i en la transducció de senyals.

- Els filaments intermedis proporcionen la resistència a la tracció de la cèl·lula i determinen la seva estructura interna. Molts estan formats de vimentines, tot i que en alguns tipus cel·lulars també n'hi ha de queratina. Alguns filaments, fets de laminina, donen suport estructural a l'embolcall del nucli.[5] Els filaments intermedis també són components estructurals dels sarcòmers. També estan íntimament relacionats amb la matriu extracel·lular i les unions cel·lulars.[6]

Així doncs, els microtúbuls i els filaments d'actina estan formats per subunitats proteiques globulars: α i β tubulines i G-actines respectivament (interaccions no covalents). Poden presentar cicles altament controlats de polimerització i despolimerització. En canvi, els filaments intermedis estan formats per subunitats proteiques filamentoses no globulars específiques per als diferents tipus cel·lulars (interaccions no covalents). Tenen cicles altament controlats de polimerització i despolimerització molt més desplaçats cap a la forma polimeritzada. Són summament estables (molt més que els microtúbuls i els filaments d'actina).
Tots ells tenen proteïnes associades que els donen especificitat de funció, que s'uneixen als filaments i/o a altres components cel·lulars (com ara membrana plasmàtica) que influeixen en el seu comportament o funció, per exemple en la velocitat de polimerització o despolimerització.